# Morti nel 1990/Marzo
| Questa pagina contiene informazioni ricavate automaticamente dalle voci biografiche con l'ausilio del template Bio e di un bot. L'aggiornamento è periodico e automatico e ricostruisce completamente la pagina. Se manca una persona in questa lista, sei pregato di non aggiungerla, ma accertati piuttosto che la sua voce biografica contenga il template Bio e che i dati anagrafici siano correttamente compilati. Se il template Bio manca, inseriscilo tu stesso o, in alternativa, metti l'avviso {{tmp\|Bio}} che ne segnala la mancanza. Se i dati riportati sono sbagliati, correggi direttamente la voce biografica; le modifiche saranno visibili in questa lista entro pochi giorni. Per chiarimenti vedi il progetto biografie. La lista contiene solo le 105 persone che sono citate nell'enciclopedia e per le quali è stato implementato correttamente il template Bio. Pagina aggiornata al 3 mar 2024. |

- 1º marzo - Max Bulla, ciclista su strada austriaco (n. 1905)
- 2 marzo - Ettore Passerin d'Entrèves, storico e partigiano italiano (n. 1914)
- 3 marzo - Roberto Bertol, calciatore spagnolo (n. 1917)
- 3 marzo - Gérard Blitz, imprenditore e pallanuotista belga (n. 1912)
- 3 marzo - Charlotte Moore Sitterly, astronoma statunitense (n. 1898)
- 4 marzo - Konstantin Konstantinovič Kokkinaki, aviatore sovietico (n. 1910)
- 4 marzo - Arīs Voudourīs, imprenditore greco (n. 1927)
- 5 marzo - Edmund Conen, allenatore di calcio e calciatore tedesco (n. 1914)
- 5 marzo - Raoul Maria De Angelis, scrittore, giornalista e pittore italiano (n. 1908)
- 5 marzo - Timothy Mason, storico britannico (n. 1940)
- 5 marzo - Gary Merrill, attore statunitense (n. 1915)
- 5 marzo - Gina Pane, performance artist francese (n. 1939)
- 5 marzo - Albano Pereira, calciatore portoghese (n. 1922)
- 5 marzo - Karel Thijs, ciclista su strada belga (n. 1918)
- 6 marzo - Václav Bára, calciatore cecoslovacco (n. 1908)
- 6 marzo - Giovanni Battista Dal Prà, vescovo cattolico italiano (n. 1902)
- 6 marzo - Tarō Kagawa, calciatore giapponese (n. 1922)
- 6 marzo - Adam Papée, schermidore polacco (n. 1895)
- 6 marzo - Luciano Ramella, dirigente sportivo, allenatore di calcio e calciatore italiano (n. 1914)
- 6 marzo - Bertold Spuler, orientalista e iranista tedesco (n. 1911)
- 7 marzo - Claude Arrieu, compositrice francese (n. 1903)
- 7 marzo - Athos Fiordelli, partigiano e politico italiano (n. 1925)
- 7 marzo - Mordecai Gorelik, scenografo russo (n. 1899)
- 7 marzo - Max Hansen, militare tedesco (n. 1908)
- 7 marzo - Jay Lovestone, politico, sindacalista e agente segreto statunitense (n. 1897)
- 7 marzo - Mihály Tóth, calciatore ungherese (n. 1926)
- 7 marzo - Al Tripoli, pugile statunitense (n. 1904)
- 7 marzo - Carl Alvar Wirtanen, astronomo statunitense (n. 1910)
- 8 marzo - Erkki Aaltonen, compositore finlandese (n. 1910)
- 8 marzo - Charles Krüger, calciatore lussemburghese (n. 1896)
- 9 marzo - George Costakis, collezionista d'arte greco (n. 1913)
- 9 marzo - Isao Satō, attore e aviatore giapponese (n. 1949)
- 10 marzo - Tseng Kwong Chi, fotografo hongkonghese (n. 1950)
- 10 marzo - Fedele D'Amico, musicologo, critico musicale e critico teatrale italiano (n. 1912)
- 10 marzo - Giovanni Paganin, pattinatore di velocità su ghiaccio italiano (n. 1955)
- 10 marzo - Harro Ran, pallanuotista olandese (n. 1937)
- 10 marzo - Lance Tingay, giornalista e scrittore britannico (n. 1915)
- 11 marzo - Dean Horrix, calciatore inglese (n. 1961)
- 11 marzo - Håkon Kindervåg, calciatore norvegese (n. 1922)
- 11 marzo - Oronzo Pugliese, calciatore e allenatore di calcio italiano (n. 1910)
- 12 marzo - Lamberto Cesari, matematico italiano (n. 1910)
- 12 marzo - Jane Grigson, scrittrice inglese (n. 1928)
- 12 marzo - Rosamond Lehmann, scrittrice britannica (n. 1901)
- 12 marzo - Gastone Renzelli, attore italiano (n. 1921)
- 12 marzo - Philippe Soupault, scrittore e saggista francese (n. 1897)
- 12 marzo - Adolphe Touffait, calciatore francese (n. 1907)
- 13 marzo - Bruno Bettelheim, psicoanalista austriaco (n. 1903)
- 13 marzo - Hugh Cholmondeley, VI marchese di Cholmondeley, nobile inglese (n. 1919)
- 13 marzo - Albert De Cleyn, calciatore belga (n. 1917)
- 13 marzo - Helene Lauterböck, attrice austriaca (n. 1895)
- 13 marzo - Karl Münchinger, direttore d'orchestra tedesco (n. 1915)
- 14 marzo - Wilhelm Baumann, pallamanista tedesco (n. 1912)
- 14 marzo - Graham Martin, diplomatico statunitense (n. 1912)
- 14 marzo - Léo Souris, compositore, arrangiatore e direttore d'orchestra belga (n. 1911)
- 15 marzo - Cesáreo Galíndez, imprenditore spagnolo (n. 1894)
- 15 marzo - Tom Harmon, giocatore di football americano statunitense (n. 1919)
- 16 marzo - Fritz Ewert, calciatore tedesco (n. 1937)
- 16 marzo - Ric Grech, bassista e polistrumentista britannico (n. 1946)
- 16 marzo - Albert Hackett, attore e sceneggiatore statunitense (n. 1900)
- 16 marzo - Emanuele Piazza, poliziotto e agente segreto italiano (n. 1960)
- 17 marzo - Capucine, attrice e modella francese (n. 1928)
- 17 marzo - Romolo Celant, calciatore italiano (n. 1911)
- 17 marzo - Mohamed Latif, calciatore egiziano (n. 1909)
- 17 marzo - Carmelo Samonà, ispanista e scrittore italiano (n. 1926)
- 18 marzo - Ivano Curti, politico italiano (n. 1906)
- 18 marzo - Carlo Grillo, scrittore, poeta e matematico italiano (n. 1919)
- 19 marzo - Angelo Cattaneo, calciatore italiano (n. 1915)
- 19 marzo - Leopold Neumer, calciatore austriaco (n. 1919)
- 19 marzo - Andrew Wood, cantante e bassista statunitense (n. 1966)
- 20 marzo - Maurice Cloche, regista, sceneggiatore e produttore cinematografico francese (n. 1907)
- 20 marzo - Lev Jašin, calciatore e hockeista su ghiaccio sovietico (n. 1929)
- 21 marzo - Angelo Cucchi, operaio, sindacalista e politico italiano (n. 1920)
- 21 marzo - Nicola Gioitta, gioielliere italiano (n. 1961)
- 21 marzo - Ottorino Mancioli, pittore, disegnatore e scultore italiano (n. 1908)
- 22 marzo - Gerald Bull, ingegnere canadese (n. 1928)
- 22 marzo - Fredi Chiappelli, filologo e storico della letteratura italiano (n. 1921)
- 23 marzo - John Dexter, regista britannico (n. 1925)
- 23 marzo - René Enríquez, attore nicaraguense (n. 1933)
- 23 marzo - Silvio Micheli, scrittore italiano (n. 1911)
- 23 marzo - Leongino Unzain, calciatore e allenatore di calcio paraguaiano (n. 1925)
- 24 marzo - Tanți Cocea, attrice rumena (n. 1909)
- 24 marzo - Gabriele Sartori, religioso e militare italiano (n. 1901)
- 25 marzo - Karl Brown, direttore della fotografia, sceneggiatore e regista statunitense (n. 1896)
- 25 marzo - Bertil Linde, hockeista su ghiaccio svedese (n. 1907)
- 26 marzo - Tristram Coffin, attore statunitense (n. 1909)
- 26 marzo - Halston, stilista statunitense (n. 1932)
- 26 marzo - Michel Mirowski, cardiologo polacco (n. 1924)
- 27 marzo - Percy Beard, ostacolista e allenatore di atletica leggera statunitense (n. 1908)
- 27 marzo - Marilyn Buferd, attrice statunitense (n. 1925)
- 27 marzo - Ray Kuka, cestista e allenatore di pallacanestro statunitense (n. 1922)
- 27 marzo - Francesco Panitteri, magistrato, funzionario e militare italiano (n. 1921)
- 28 marzo - Gino Cappello, dirigente sportivo e calciatore italiano (n. 1920)
- 28 marzo - Luigi Moltrasio, calciatore italiano (n. 1928)
- 28 marzo - Otello Zironi, calciatore italiano (n. 1917)
- 29 marzo - Adoor Bhasi, attore indiano (n. 1927)
- 29 marzo - Severino Delogu, medico, divulgatore scientifico e saggista italiano (n. 1925)
- 29 marzo - Tobias Dohrn, archeologo e etruscologo tedesco (n. 1910)
- 29 marzo - Armando Silvestri, scrittore di fantascienza e giornalista italiano (n. 1909)
- 29 marzo - Archie Strimel, calciatore statunitense (n. 1918)
- 30 marzo - Edvin Hansen, calciatore danese (n. 1920)
- 31 marzo - Piera Aulagnier, psichiatra e psicoanalista italiana (n. 1923)
- 31 marzo - Folco Buonamici, militare italiano (n. 1902)
- 31 marzo - John Hawkes, tennista australiano (n. 1899)
- 31 marzo - Eduardo Mourinha, calciatore portoghese (n. 1909)
- 31 marzo - Knut Ansgar Nelson, vescovo cattolico danese (n. 1906)